# Xu Jing
Xu Jing (n. 6 septembrie 1990, Yantai⁠(d), Republica Populară Chineză) este o arcașă ce a reprezentat Republica Populară Chineză, medaliată olimpică. A participat la o ediție a Jocurilor Olimpice (2012) în care a câștigat o medalie de argint.